# Karel Krejza
Karel Krejza (* 12. února 1968 Mělník) je český politik a manažer, od října 2017 poslanec Poslanecké sněmovny PČR, v letech 2012 až 2016 zastupitel Ústeckého kraje, v letech 2006 až 2022 zastupitel (v letech 2010 až 2022 také 1. místostarosta) města Litoměřice, člen ODS.

## Život
Narodil se v Mělníku, ale od roku 1969 žije v Litoměřicích. Oba rodiče byli učitelé. V Litoměřicích absolvoval základní školu a v roce 1986 maturoval na místním Gymnáziu Josefa Jungmanna. Následně vystudoval obor teoretická jaderná fyzika na Matematicko-fyzikální fakultě Univerzity Karlovy v Praze (promoval v roce 1992 a získal titul Mgr.).
Zároveň byl členem oddílu juda VŠ Praha a reprezentačních výběrů a stal se několikanásobným mistrem republiky. Po změně režimu začal podnikat v reklamě. Později založil společnost obchodující s akciemi, která byla členem Pražské burzy cenných papírů.
Karel Krejza je ženatý, má syna a dceru. Žije ve městě Litoměřice, konkrétně v části Předměstí. Mezi jeho záliby patří sport (zejména cyklistika, hokej a sportovní létání), cestování a četba.

## Politické působení
V komunálních volbách v roce 2006 byl zvolen za ODS zastupitelem města Litoměřice a v listopadu 2006 i radním města. Ve volbách v roce 2010 nejprve obhájil mandát zastupitele města a v listopadu 2010 se stal 1. místostarostou města. Obě funkce pak obhájil i ve volbách v roce 2014. Také ve volbách v roce 2018 obhájil mandát zastupitele města. V komunálních volbách v roce 2022 již do zastupitelstva Litoměřic nekandidoval.
V krajských volbách v letech 2012 byl za ODS zvolen zastupitelem Ústeckého kraje. Ve volbách v roce 2016 však mandát neobhájil.
Ve volbách do Poslanecké sněmovny PČR v roce 2017 byl lídrem ODS v Ústeckém kraji. Získal 1 709 preferenčních hlasů a stal se poslancem.
Ve volbách do Poslanecké sněmovny PČR v roce 2021 byl z pozice člena ODS lídrem kandidátky koalice SPOLU (tj. ODS, KDU-ČSL a TOP 09) v Ústeckém kraji a byl znovu zvolen poslancem.
Ve volbách do Poslanecké sněmovny PČR v roce 2025 kandiduje z pozice člena ODS na 2. místě kandidátky koalice SPOLU (tj. ODS, KDU-ČSL a TOP 09) v Ústeckém kraji.

### Kauza zakázek na litoměřické radnici
V únoru 2022 přišel Deník N se zjištěním, že se Krejza dobře zná s podnikatelem Gerhardem Horejskem, jehož firmy v posledních pěti letech uzavřely s městem Litoměřice smlouvy za téměř 40 miliónů korun, část z nich bez soutěže.